# Lorna Doone (film, 1922)
Pour les articles homonymes, voir Lorna Doone.
Pour plus de détails, voir Fiche technique et Distribution.
Lorna Doone est un film muet américain réalisé par Maurice Tourneur sorti en 1922, adapté du roman anglais Lorna Doone (1869) de Richard Doddridge Blackmore.

## Synopsis
Dans le Devon au XVIIe siècle. Lorna est une jeune fille de bonne noblesse qui rencontre un jeune paysan, John Ridd, peu avant d'être kidnappée par les Doone, une bande de bandits redoutables menée par Sir Ensor. Sa présence attise les convoitises, mais Sir Ensor la protège. Des années plus tard, un membre de la bande, Carver, demande à Lorna de devenir sa femme. Sir Ensor, miné par la maladie, est impuissant pour faire barrage à ce mariage, dont Lorna ne veut pas, mais John, qui a retrouvé Lorna par hasard, la sauve de ce mauvais pas.
Plus tard, Lorna est acceptée à la cour. À Londres, John sauve l'héritier de la couronne d'un complot et est acclamé comme un héros. Lorna revient dans le Devon pour se marier avec John. À la fin de la cérémonie, un ancien membre des Doones tire sur Lorna. John conduit les paysans contre les Doones, et, alors qu'il revient victorieux, il retrouve Lorna en voie de guérison.

## Fiche technique
- Titre original : Lorna Doone
- Réalisation : Maurice Tourneur
- Scénario : Katherine Reed, Cecil G. Mumford, Wyndham Gittens, Maurice Tourneur, d'après le roman Lorna Doone (Lorna Doone, a Romance of Exmoor) de Richard Doddridge Blackmore
- Direction artistique : Milton Menasco
- Costumes : Milton Menasco
- Photographie : Henry Sharp, Paul Ivano (seconde équipe)
- Production : Thomas H. Ince, Maurice Tourneur
- Société de production : Thomas H. Ince Corporation
- Société de distribution : Associated First National Pictures
- Pays de production :  États-Unis
- Langue originale : anglais
- Format : noir et blanc — 35 mm — 1,37:1 — Muet
- Genre : drame et historique
- Durée : 70 minutes
- Date de sortie :
  - États-Unis : 1er octobre 1922 (première à Cleveland)
- Licence : domaine public

## Distribution
- Madge Bellamy : Lorna Doone
- Mae Giraci : Lorna, enfant
- John Bowers : John Ridd
- Charles Hatton : John, enfant
- Frank Keenan : Sir Ensor Doone
- Jack McDonald : le « Conseiller » Doone
- Donald MacDonald : Carver Doone, fils du conseiller
- Norris Johnson : Ruth
- Gertrude Astor : la comtesse de Brandir
- James Robert Chandler : Frye
- Irene De Vess : la mère de Lorna
- Joan Standing : Gwenny Carfax